# Berthout Back
Berthout Back van Tilburg (Tilborch, ook wel Berthout Back van Wijflit en achternaam Back wordt soms geschreven als Bacx) (circa 1420 - 1496) was van 1477 tot aan zijn dood in 1496 heer en eigenaar van de heerlijkheid Asten.
Berthout Back was de zoon van Jan Back van Tilburg en Mechtilde van Broeckhoven (Margriet van Broeckhoven). Rond 1445 trouwt Berthout met Maria Wolffaerts Raven en het paar had drie kinderen: Gerard, Jan, en Elisabeth. Op 4 september 1476 kocht Berthout als het eerste het Kasteel Asten over van Pieter van Vertaing, de heer op dat moment van de heerlijkheid Asten. De heerlijkheid en de heertitel zelf bleef eerst nog officieel in handen van Van Vertaing, maar op 09 juli 1477 nam Berthout ook deze titel officieel over. Het huis Durendael, oftewel Kasteel Durendaal bij Oisterwijk was ook in eigendom van Berthout Back. Na zijn overlijden in 1496 erfde zijn zoon Jan Back van Asten het goed en de herentitel.